# Kościół św. Jana Ewangelisty w Dzwonowie
Kościół św. Jana Ewangelisty w Dzwonowie – katolicki kościół filialny zlokalizowany we wsi Dzwonowo w gminie Marianowo, w powiecie stargardzkim (województwo zachodniopomorskie). Należy do parafii Matki Bożej Częstochowskiej w Gogolewie.

## Historia i architektura
Wniesiony w 2. połowie XV wieku kościół murowany jest z kamienia i cegły. Sytuowany jest na rzucie prostokąta. Od strony zachodniej posiada wieżę, nakrytą spiczastym hełmem zwieńczonym krzyżem. W przyziemiu wieży znajduje się osadzony w niszy ostrołukowy portal wejściowy, flankowany dwiema blendami. Lico wieży zdobią późnośredniowieczne detale architektoniczne, w jej wyższych partiach umieszczone są natomiast okienka. Do ściany wschodniej kościoła dostawiona jest XIX-wieczna absyda.
Wnętrze kościoła nakrywa drewniany, belkowany strop. Na wyposażeniu zachował się XVII-wieczny tryptyk ołtarzowy z malowanymi na desce scenami Męki Pańskiej oraz XVII-wieczna manierystyczna ambona. Na wieży zawieszone są dwa dzwony z 1920 roku.
Po II wojnie światowej kościół został konsekrowany jako świątynia katolicka w dniu 27 grudnia 1947 roku.

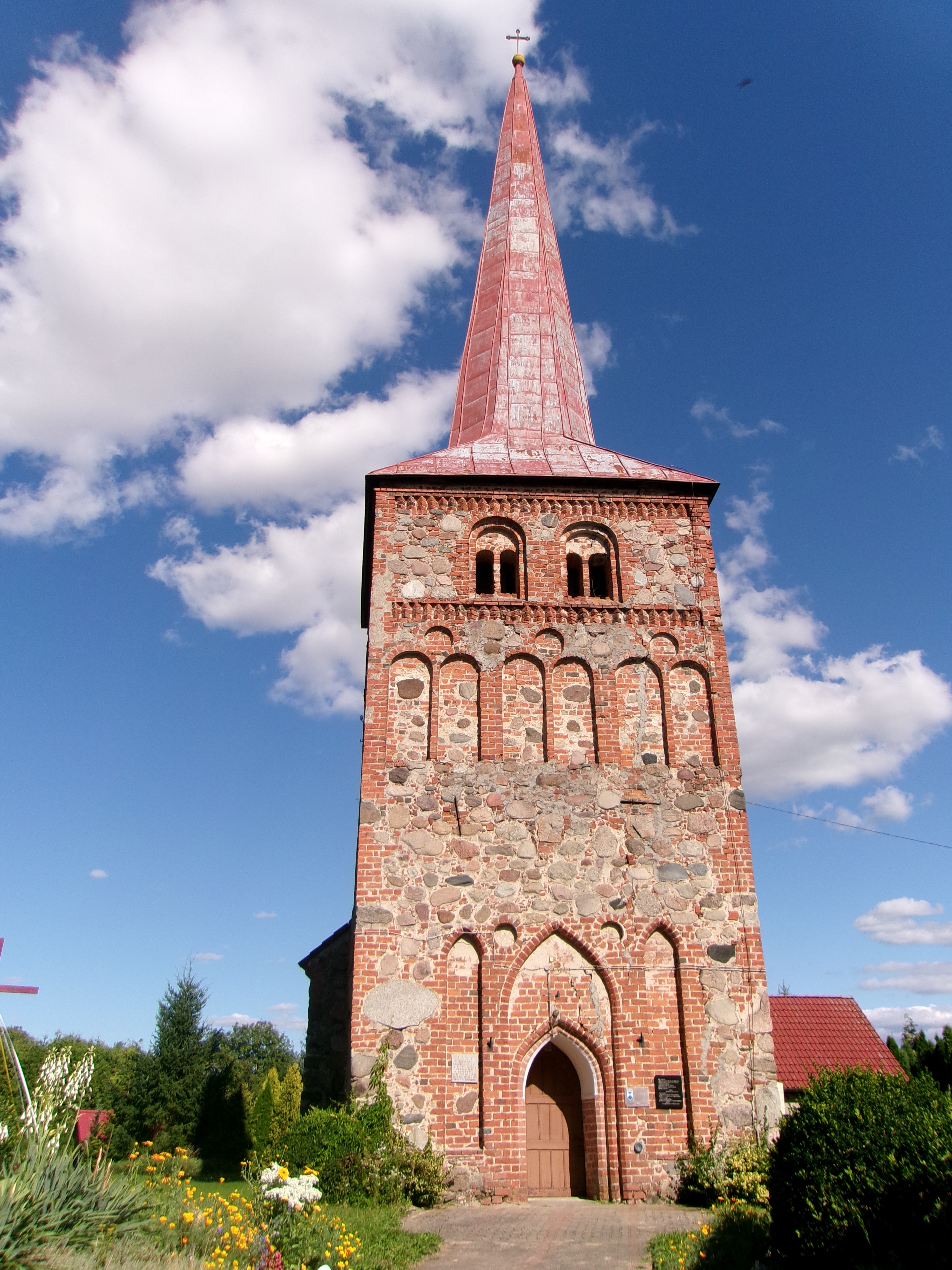
Front wieży
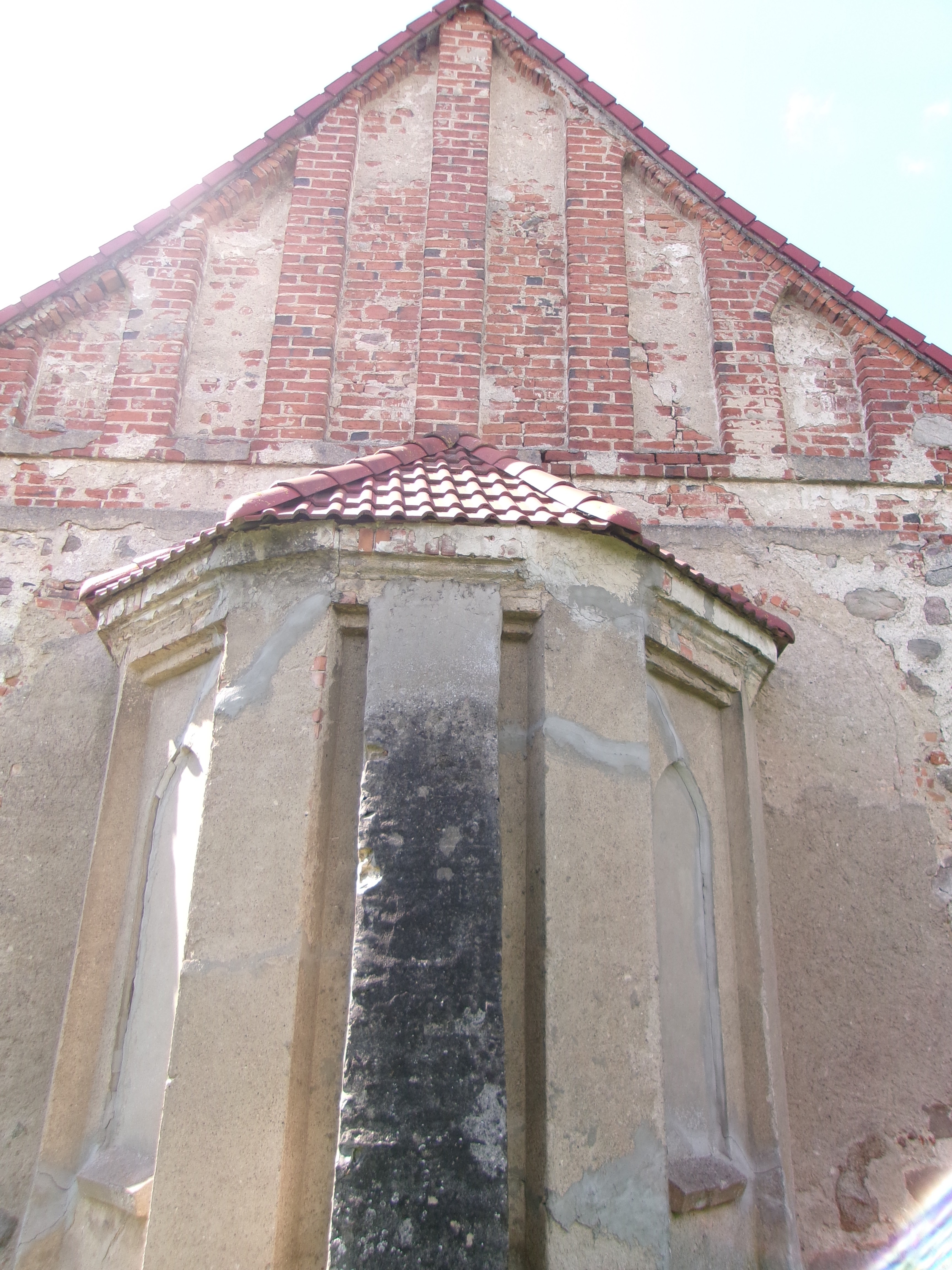
Absyda
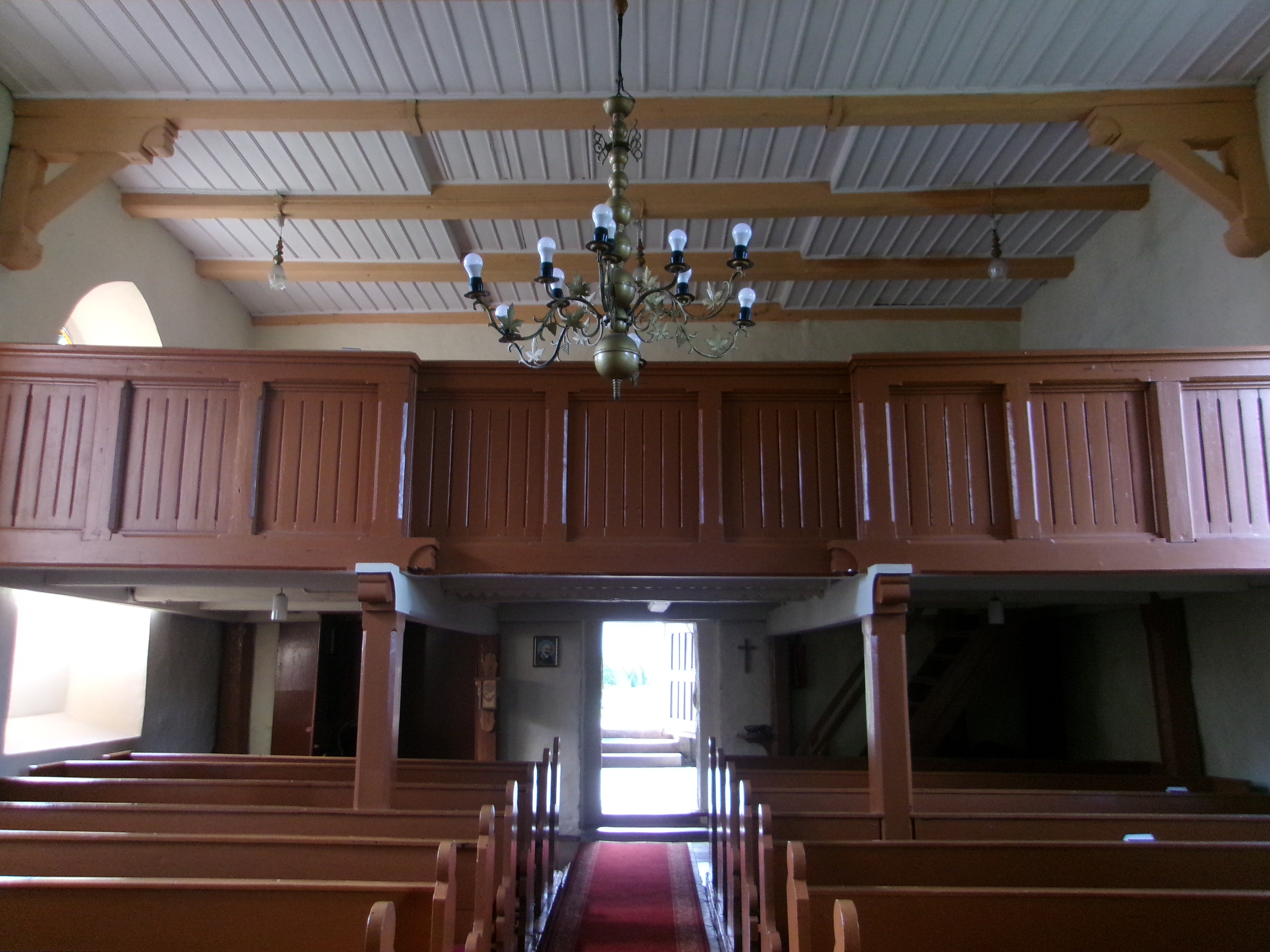
Empora nad wejściem
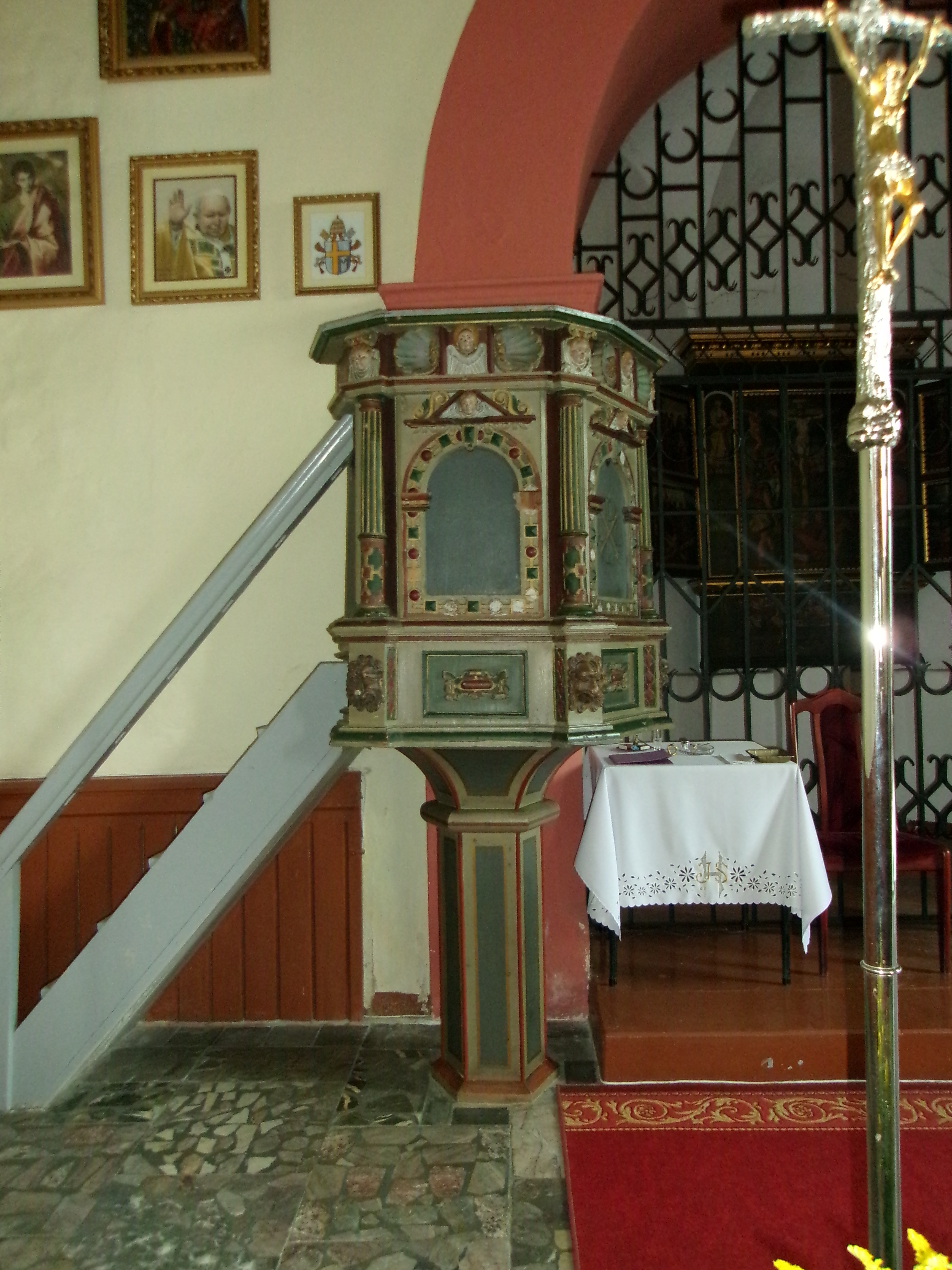
Ambona
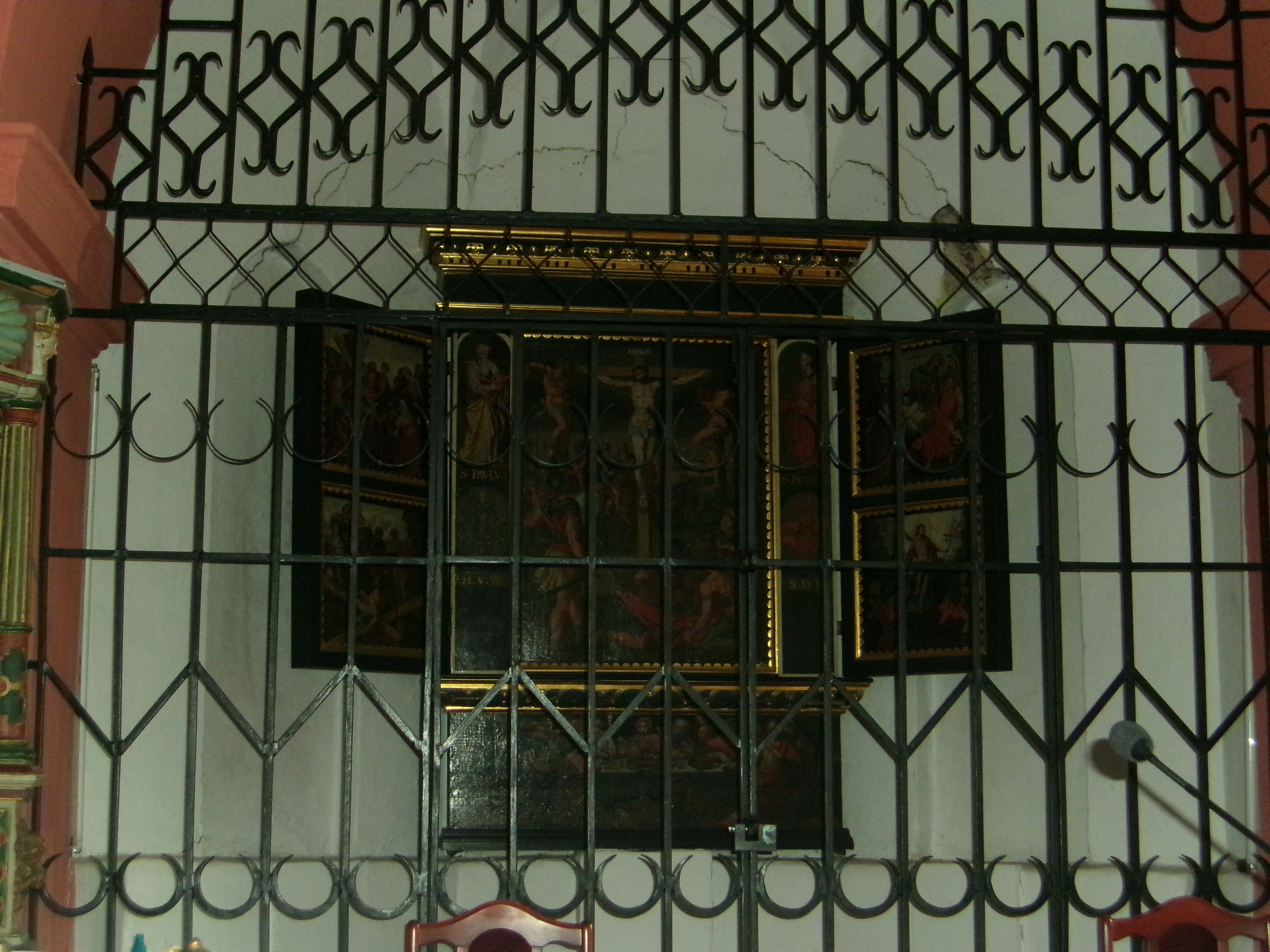
Tryptyk ołtarzowy